# Fiat 238
Fiat 238 – samochód dostawczy produkowany przez włoski koncern motoryzacyjny FIAT w latach 1967–1983.

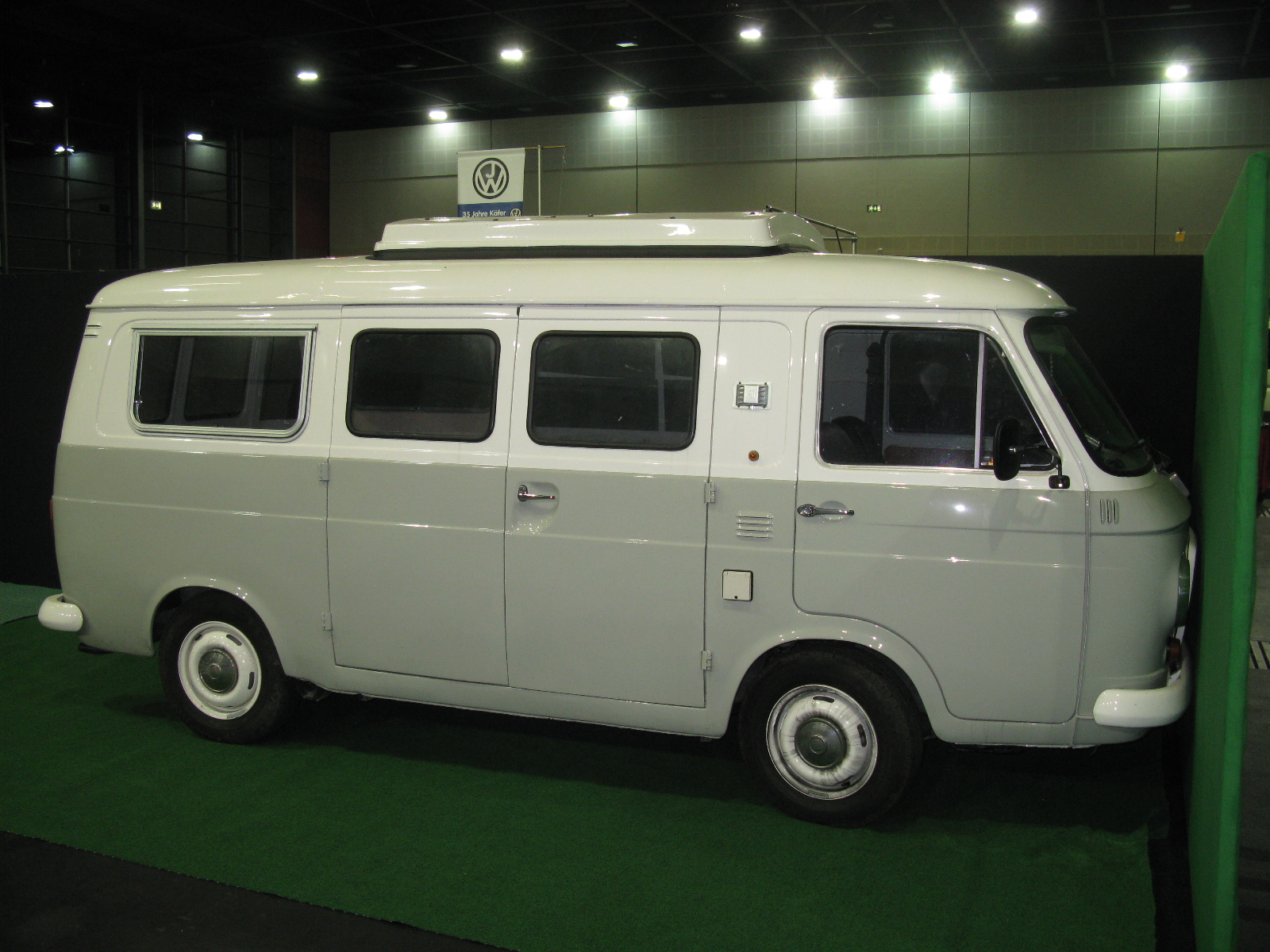
Fiat 238 w wersji mikrobus

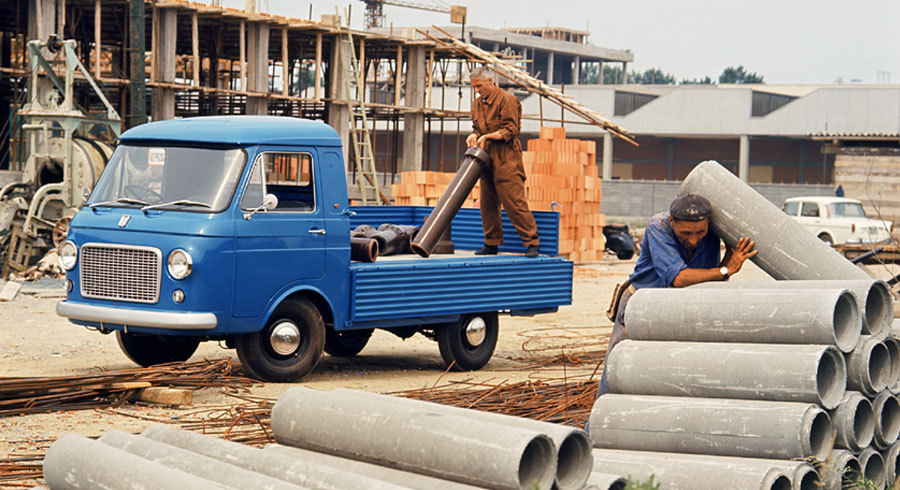
Fiat 238 w wersji skrzyniowej

## Historia i opis modelu
Samochód został wprowadzony do produkcji w 1967 roku jako następca modelu 1100T. Zbudowany został na bazie płyty podłogowej Autobianchi Primula. Auto produkowano w wielu wersjach użytkowych: furgon, mikrobus, kamper, ambulans, radiowóz, a także wersja skrzyniowa.
Pojazd napędzany był dwoma jednostkami benzynowymi o pojemności 1.2 l i mocy 44 KM oraz 1.4 l w dwóch wariantach mocy: 46 i 52 KM. Najmocniejszy silnik montowano wyłącznie w ambulansach.